# Julian Smith (Musiker)
Julian Smith [ˈʒu.lɪən smɪθ] ist ein deutsch-amerikanischer Pop-Sänger aus Frankfurt am Main.

## Leben
Smith ist Sohn einer deutschen Gastronomin und eines US-Army-Sergeant Majors. Er arbeitete als House- und Soul-DJ, schrieb dann jedoch den Titel Special Flow, der sich als Single knapp in den Top 100 platzieren konnte. Sein nächster Titel Ain’t Nobody wurde nicht veröffentlicht. Auch das gleichnamige Album Special Flow, welches für 2006 bei Universal geplant war, wurde bislang nicht veröffentlicht.
Smith ist Mitglied des Resident-Teams der You FM-Clubnight.

## Diskografie
- Special Flow (2006)
- Ain’t Nobody (2006) nicht veröffentlicht